# Lambic

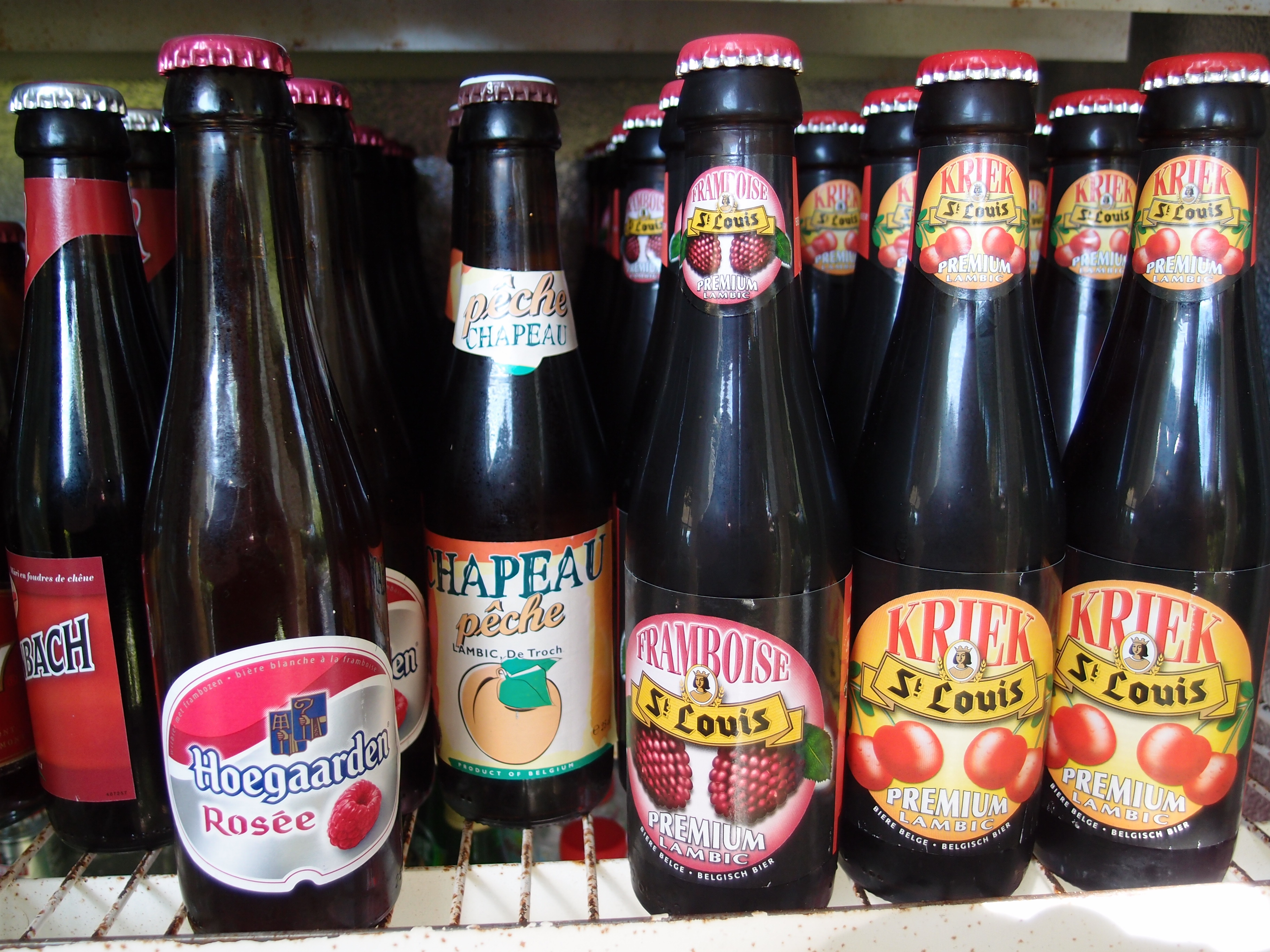
Einige Lambic-Biere

Lambic (oder auch Lambiek) ist ein belgisches Bier, das durch Spontangärung entsteht. Weiterverarbeitete Varianten sind beispielsweise Geuze, Faro, Kriek und andere Fruchtlambic-Biere.
Das traditionell hergestellte Lambic wurde von Slow Food in die Arche des Geschmacks aufgenommen.
Seit dem 7. Mai 1998 ist die traditionelle Zusammensetzung oder das traditionelle Herstellungsverfahren des Produkts als garantiert traditionelle Spezialität (g. t. S., engl. TSG) geschützt.

## Herkunft des Namens
Die Biersorte heißt auf Flämisch Lambiek, Lambik oder Lambic, auf Französisch Lambic.  Der Name kommt möglicherweise vom flämischen Ort Lembeek oder vom flämischen Wort für Brennkessel, alambiek (Alambic).

## Geschichte des Lambic
Die Zutaten für Lambic sind zwar wie bei anderen Bierbrauverfahren auch Wasser, Malz und Hopfen, es wird aber keine Hefe zugesetzt, sondern diese wird durch eine offene Lagerung des Sudes aus der Umgebungsluft „eingefangen“. Dieses Verfahren der nicht geführten, sondern spontanen Gärung war bis zur Entdeckung der mikrobiologischen Zusammenhänge das Standardverfahren in der Bierherstellung, heute ist das Lambic eine der wenigen Ausnahmen, bei der diese Methode noch angewandt wird.

## Herstellung

### Zutaten
Weizen, gemälzte Gerste, Wasser, Hopfen

### Herstellung
Die Bierwürze wird unter Verwendung der obengenannten Zutaten in einem Kessel mehrere Stunden gekocht. Anschließend wird der Sud in einen offenen Bottich oder Trog verbracht, in dem die Würze bei Zimmertemperatur wiederum einige Stunden stehen bleibt. Hierbei ist auf gute Luftzirkulation zu achten, denn die Hefe wird nicht zugesetzt, sondern aus der Luft „eingefangen“. Durch die freie Temperaturführung ist es nicht möglich, das Lambic zu allen Jahreszeiten zu brauen, denn im Sommer ist es zu warm und im Winter zu kalt, um die erwünschte Besiedlung mit den Hefen zu erreichen. Anschließend an die Lagerung in der Wanne wird das Ausgangsprodukt traditionell in Eichen- oder Kastanienfässer abgefüllt. Von nun an ist der Prozess durch den Menschen nicht mehr ohne weiteres steuerbar. Der Brauer muss eine Spontangärung abwarten, deren Eintreten sich bis zu Monaten hinziehen kann. Auch differiert der Geschmack recht stark, denn die Hefen sind maßgeblich an der Geschmacksentwicklung beteiligt, und es werden keine besonderen oder standardisierten Hefen hinzugesetzt. Zunächst vergärt das Bier bis ca. 5 % Alkohol durch die Wirkung von Saccharomyces cerevisiae. Anschließend findet die Restgärung durch Brettanomyces bruxellensis und Brettanomyces lambicus statt.
Als Ergebnis entsteht ein sehr trockenes Bier mit typischem Geschmack und einem durch die Gärung im Holzfass bedingten recht niedrigen Kohlensäuregehalt.
In weiteren Verarbeitungsschritten kann das Lambic zu Geuze weiterverarbeitet werden.

## Sonstiges
Das ähnlich klingende Lambig bezeichnet eine Variante des Calvados.